# Paludinella minima
Paludinella minima là một loài ốc có mài nhỏ sống ở đầm ngập mặn có nắp, là động vật chân bụng sống dưới nước động vật thân mềm trong họ Assimineidae. Đây là loài đặc hữu của Nhật Bản.